# Zonulina
La zonulina es una proteína que modula la permeabilidad de las uniones estrechas entre las células de la pared del tubo digestivo. Se trata de la molécula precursora de haptoglobina 2 (Pre-HP2), por lo que los dos términos se pueden utilizar indistintamente. Representa un biomarcador de varias condiciones patológicas, incluyendo enfermedades autoinmunes, cáncer y enfermedades del sistema nervioso. Fue descubierta en el año 2000 por Alessio Fasano y su equipo de la Escuela de Medicina de la Universidad de Maryland.
Esta proteína ha sido identificada como una precursora de la haptoglobina, motivo por el cual comparten una estructura secundaria muy semejante. Aun así, la haptoglobina, en su fase más madura, tiene una función bien diferenciada de la llevada a cabo por la zonulina.
La zonulina está involucrada en la inmunidad innata intestinal y sobreexpresada en varias enfermedades autoinmunes, incluyendo la enfermedad celíaca y la diabetes tipo 1, en las que la disfunción de las uniones estrechas intercelulares intestinales parece ser el defecto primario.
La función principal de la zonulina es regular el flujo de moléculas entre el intestino y el torrente sanguíneo, por lo que tiene un papel fundamental en el balance tolerancia/respuesta inmune. Actúa aflojando las uniones estrechas intercelulares para permitir el paso de los nutrientes y bloquear el paso de las macromoléculas, tales como fragmentos de nutrientes incompletamente digeridos y microorganismos presentes en el intestino.
Cuando hay una sobreproducción de zonulina, se abren las uniones estrechas de la pared intestinal (aumenta la permeabilidad intestinal), el intestino pierde su capacidad de barrera protectora y pasan al torrente sanguíneo macromoléculas que no deberían pasar, lo que puede ocasionar (tanto en el intestino como en otros órganos) reacciones autoinmunes, inflamatorias y cáncer, así como infecciones y alergias.
Los dos factores más potentes que provocan la liberación de zonulina, con el consiguiente aumento de la permeabilidad intestinal a macromoléculas, son ciertas bacterias intestinales y el gluten del trigo y cereales homólogos. La gliadina (glicoproteína que forma parte del gluten) activa la señalización de zonulina independientemente de la predisposición genética, es decir, tanto en celíacos como en no celíacos.
A raíz de su descubrimiento, nuevas vías de investigación han sido establecidas, con un objetivo conjunto: mejoras en los tratamientos de las enfermedades en las que la zonulina tiene un papel principal.

## Historia
El Dr. Alessi Fasano reputado gastroenterólogo pediátrico, investigador y empresario, fundador del Centro de Investigación Celíaca en la Universidad de Maryland,  (Maryland University Center for Celiac Research ) descubrió la zonulina de forma totalmente inesperada durante la investigación y creación de una vacuna contra el cólera mediante la eliminación de una potente toxina llamada “cholera toxin” causante de grandes diarreas. 
En un principio la vacuna resultó efectiva en su ensayo en animales, pero en el momento de la evaluación en humanos los resultados no fueron los previstos. La vacuna lograba bajar los niveles de diarrea, de unos 20 litros en los sujetos infectados con la toxina original, a unos 4 litros de diarrea residual. 
Debido a estos resultados, el Dr. Fasano decidió investigar cuál era la causa de esta diarrea residual y la razón por la cual sólo aparecía en los sujetos humanos. Descubrieron una toxina con un mecanismo especialmente complejo.
Basándose en los descubrimientos hechos por un grupo de investigadores japoneses a mediados de los 80, los cuales pusieron de manifiesto que el espacio intracelular no está cementado, es decir, presentaban este espacio como compuertas denominadas zonula ocluyen, TJ por sus siglas en inglés, que, generalmente, se mantenían cerradas aunque existía la posibilidad de abrirlas. el Dr. Fasano y su equipo concluyeron que esta toxina, tras la cual se esconde un complicado mecanismo de señalización, era la responsable de la apertura de ese espacio intercelular, de las denominadas tight junctions. Esto lo hacía mediante la producción de una molécula, la zonulina.

## Gen
La zonulina se ha identificado como una proteína precursora de la haptoglobina, por esta razón, comparte con esta el gen codificante (HP) el cual está localizado en el cromosoma 16 Este gen presenta un polimorfismo (únicamente presente en humanos) generador de dos posibles alelos: HP1 y HP2 (siendo la masa de HP2 superior en 2 kb de HP1) los cuales, en consecuencia, generan tres posibles fenotipos: HP11, HP12 y HP22.

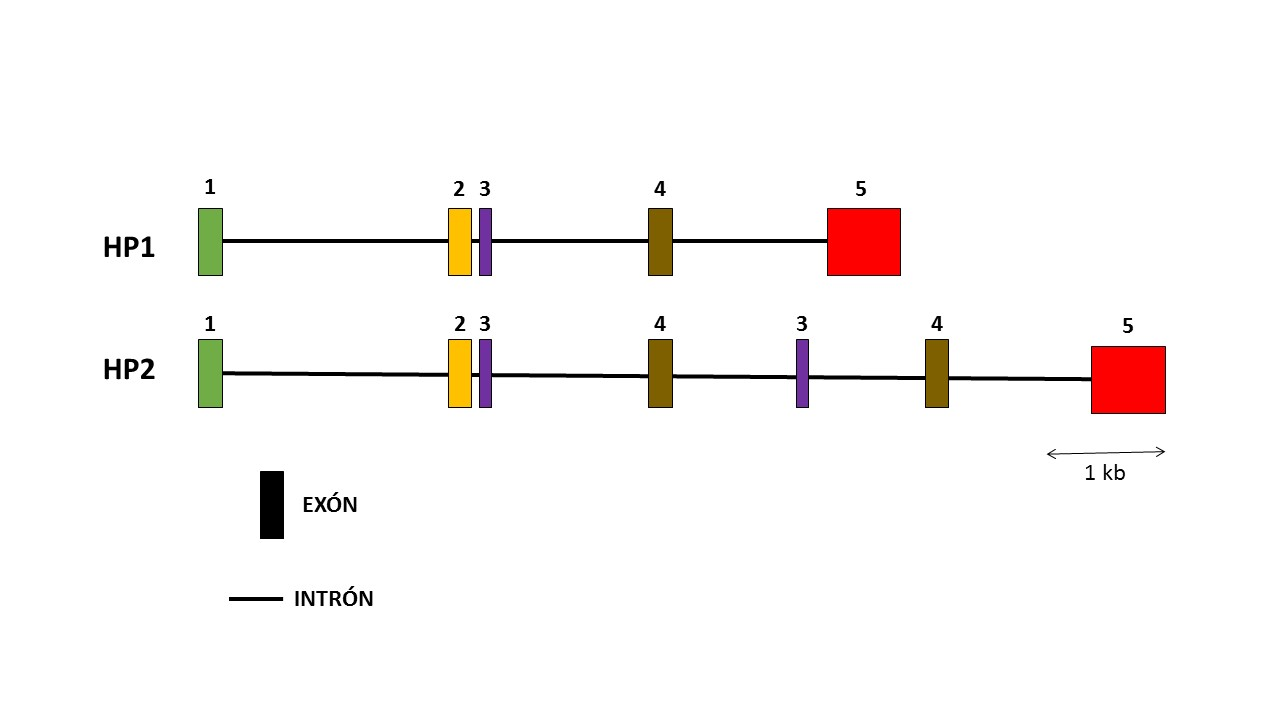
Estructura del gen HP. El alelo humano HP2 presenta una duplicación de los exones 3 y 4 del alelo HP1.

### Estructura

#### Estructura primaria
La estructura primaria de la zonulina está compuesta por los siguientes residuos:
RILGGHLDAKGSFPWQAKMVSHHNLTTGATLINEQWLLTTAKNLFLNHSENATAKDIAPTLTL
 YVGKKQLVEIEKVVLHPNYSQVDIGLIKLKQKVSVNERVMPICLPSKDYAEVGRVGYVSGWGR

NANFKFTDHLKYVMLPVADQDQCIRHYEGSTVPEKKTPKSPVGVQPILNEHTFCAGMSKYQED
 TCYGDAGSAFAVHDLEEDTWYATGILSFDKSCAVAEYGVYVKVTSIQDWV
Este es el resultado de una serie de procesos de proteolización (dimerización) que se llevan a cabo en el retículo endoplasmático (gracias al complemento Cr1LP, una serina proteasa) y que generan una unidad proteica de entorno unos 47 kDa.

#### Estructura secundaria
Respecto a la estructura secundaria, encontramos dos tipos de estructura fundamentalmente:
- Cadena beta: está presente en los tres fenotipos. Está relacionada con la activación del sistema de complemento gracias a la presencia del dominio CPP[1] y con una masa aproximada de 36 kDa.[3]
- Hélice alfa: La función de esta está relacionada con una acción proteasa de serinas (una función semejante a la de las quimiotripsinas con las cuales presenta un enlace evolutivo: ambas están presentes en el cromosoma 16 y divergen estructuralmente en pocos residuos) gracias a la presencia de un SP domain.[1][3]

#### Estructura terciaria

Ilustración Tight Junction

A pesar de que la estructura secundaria de HP2 y zonulina son muy semejantes, la estructura terciaria de dichas proteínas es diferente de aquí que tengan funciones diferentes: por una parte la haptaglobina madura se encarga de prevenir la oxidación excesiva de los tejidos por medio de la formación del complejo HP-Hb mientras que la zonulina se encarga fundamentalmente de preservar la integridad de las tight junctions.
Por otra parte, recientes estudios revelan que la forma no procesada (una hebra proteica simple) de la zonulina lleva a cabo otro tipo de función: la activación de factores de crecimiento (EGFR en concreto) provocando así una serie de reacciones, dependientes de PAR2, que finalizan con la ruptura de las tight junctions.

## Funciones
El epitelio intestinal, con sus uniones estrechas, está considerado como una de las barreras que controla la entrada de macromoléculas al organismo. El tráfico macromolecular está regulado principalmente por la permeabilidad intestinal, regulada a su vez por la modulación de las uniones estrechas por parte de la zonulina. La zonulina es el único modulador fisiológico conocido hasta la fecha de las uniones estrechas que está implicado en este tráfico de macromoléculas y, por lo tanto, en el equilibrio entre la tolerancia y la respuesta inmune frente a antígenos externos.
Se aproxima que los espacios paracelulares tienen una medida de entre 10 y 15 Å y, por tanto, que los solutos con un radio molecular mayor que 15 Å (≈ 3.5 kDa) se excluyen normalmente de esta vía de absorción. Sin embargo, si hay sobreexpresión de zonulina en individuos susceptibles genéticamente, la permeabilidad intestinal se altera, y el flujo excesivo de antígenos externos en la submucosa intestinal puede llevar a trastornos intestinales y extraintestinales de tipo autoinmune, inflamatorio y neoplásico. A día de hoy, se sabe que la zonulina está sobreexpresada en algunos trastornos autoinmunes como la enfermedad celíaca y la diabetes tipo 1.
La toxina zonula occludens (Zot) es una enterotoxina producida por una bacteria gram negativa (Vibrio cholerae). Se descubrió que esta toxina abre, de forma reversible, las uniones estrechas regulando así la vía paracelular en el epitelio del intestino. El descubrimiento de esta toxina llevó al hallazgo de su homólogo en las células eucariotas: la zonulina. Entre las muchas funciones en las que se creen que está involucrada la zonulina se incluye, aparte de la regulación de los movimientos de fluidos, macromoléculas, y leucocitos entre el torrente sanguíneo y el lumen intestinal y viceversa, la protección contra la colonización de microorganismos del intestino proximal (inmunidad innata).

Ilustración de las proteínas presentes en las uniones estrechas

## Señalización
Aunque no se conoce perfectamente este mecanismo, la señalización intracelular de la zonulina que se cree que abre las uniones estrechas del intestino, descrita por el Dr. Alessio Fasano, es la siguiente:
La zonulina es reconocida por un receptor de membrana específico que se encuentra en las paredes del intestino. La proteína activa la fosfolipasa C, que hidroliza el fosfatidilinositol para que se libere inositol 1,4,5-trifosfato y diacilglicerol (DAG). Se activa entonces la PKCα (proteína quinasa C α) mediante el DAG o mediante la liberación de calcio (Ca2+) intracelular. La activación de la PKCα cataliza la fosforilación de unas proteínas diana con la posterior polimerización de una actina-G a actina-F. Esta polimerización causa la reordenación de filamentos de actina y el subsiguiente desplazamiento de proteínas del complejo de unión estrecha. A consecuencia, las uniones estrechas del intestino se vuelven menos ajustadas. Cuando se detiene la señalización de la zonulina, las uniones estrechas vuelven a su conformación habitual.

## Detección y medida
La detección de la zonulina se puede realizar a través de lo que se conoce como técnica ELISA (ensayo de microabsorción ligado a enzimas). Al extraer una muestra, se analiza la concentración de zonulina (muy variable, pero suele encontrarse dentro de un rango de entre 0.625 ng/ml y 40 ng/ml) mediante interacciones antígeno-anticuerpo y un sistema de colorimetría que detecta dianas antigénicas de zonulina.
Las muestras de zonulina se pueden extraer a partir de muestras de tejidos homogeneizados o secreciones tales como suero, plasma, etc.
De nuevo, los valores de zonulina pueden ser un buen indicador para detectar posibles patologías, pues se ha estandarizado la concentración de zonulina tanto en hombres como mujeres de todas las edades en valores inferiores a 45 ng/ml. De superarse esta concentración, sería conveniente buscar las posibles causas.

## Patologías asociadas
El descubrimiento de la zonulina supone un adelanto en la forma de entender diferentes patologías, especialmente las enfermedades autoinmunes y aquellas relacionadas con la permeabilidad del intestino.

### Incremento de la permeabilidad intestinal

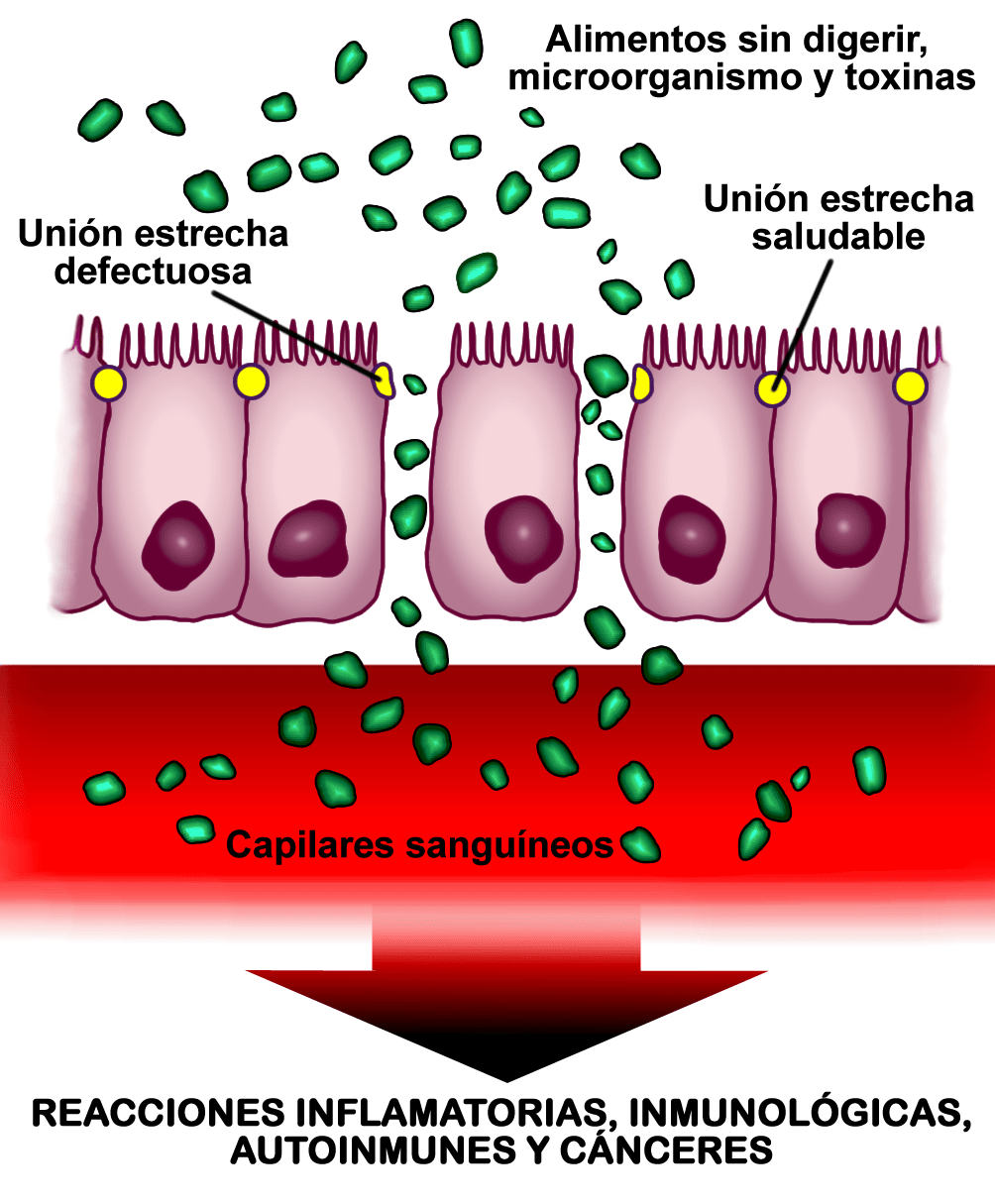
Esquema de la pared del intestino. Los dos factores más potentes que desencadenan la liberación de zonulina y provocan aumento de la permeabilidad intestinal son ciertas bacterias intestinales y la gliadina (principal fracción tóxica del gluten), independientemente de la predisposición genética, es decir, tanto en celíacos como en no celíacos. Esto permite el paso sin control de sustancias al torrente sanguíneo, con el consiguiente posible desarrollo de enfermedades autoinmunes, inflamatorias, infecciones, alergias o cánceres, tanto intestinales como en otros órganos.

Los altos niveles de zonulina, la cual controla la permeabilidad intestinal a través del desensamblaje de las uniones estrechas (una red de diversas proteínas transmembranas y citoplasmáticas que muestra la expresión diferencial en varios tejidos), llevan a la entrada a través del intestino de diversos antígenos externos, los cuales unidos a una susceptibilidad genética pueden llevar al desarrollo de diversas patologías. 
Esto se basa en la relación entre los niveles elevados de zonulina y la permeabilidad intestinal in vivo y cambios en la expresión de los genes claudin-1 y -2, proty myosin IXB, todos ellos considerados elementos claves del complejo TJ, ya que su expresión y localización determinan la competencia del mismo.
Por otro lado la zonulina también se ve envuelta en la protección ante la colonización del intestino delgado por microorganismos (Inmunidad innata).
De esta forma, los cambios que ocurren en el estado fisiológico de las células epiteliales en diferentes enfermedades autoinmunes, pueden afectar a estas funciones teniendo como consecuencia la disfunción del TJ, lo cual es uno de los defectos primarios de este tipo de patologías, como la diabetes tipo 1.
Estos resultados combinados con los elevados niveles de zonulina detectados en pacientes en prefases de desarrollo de la patología señalan a la zonulina como un posible vínculo entre la permeabilidad intestinal, la exposición a antígenos externos y el desarrollo de la autoinmunidad en individuos genéticamente susceptibles.
Por lo tanto, una pérdida en la función de la barrera intestinal es necesaria para el desarrollo de una enfermedad autoinmune pero no suficiente, se tendrían que dar otros factores como la susceptibilidad genética y la exposición a antígenos externos.
De esta manera, basándose en las teorías sobre el desarrollo de enfermedades autoinmunes según las cuales,  sería posible regular este tipo de trastornos mediante la prevención del contacto entre los genes y los detonantes medioambientales restableciendo la función de la barrera gastrointestinal.

### Diabetes tipo 1
La diabetes tipo 1, también conocida como diabetes juvenil, es usualmente diagnosticada a niños y jóvenes. Esta patología tiene lugar cuando el sistema inmunológico destruye las células beta pancreáticas, las que segregan insulina, haciendo de esta forma imposible el procesamiento de azúcares. 
Tras el descubrimiento de la zonulina como regulador del TJ, se empezó a plantear la posibilidad de que está pudiese ser uno de los factores causantes de la patología al incrementar la permeabilidad del intestino delgado.

### Cáncer
En estudios recientes se ha demostrado que la zonulina no está únicamente involucrada en los tejidos intestinales, pues también se ha hallado operativa en epitelios y endotelios, incluyendo las vías respiratorias y la barrera hematoencefálica.
Basados en estos datos, Skardelly et al. confirmaron que la disfunción de la zonulina puede contribuir a la aparición de patologías relacionadas con la comunicación intracelular, tales como la aparición de células malignas o la metástasis.
Concretamente, lo que se halló fue la relación entre la sobreexpresión de c-kit, un marcador de cáncer, y un aumento en la expresión de la zonulina, ambos relacionados con el grado de malignidad de los cánceres cerebrales en humanos.
Además, un aumento en la expresión de la zonulina fue relacionado con una degradación de la barrera hematoencefálica, con efectos que se han relacionado incluso con la demencia.

### Esclerosis múltiple
En un estudio llevado a cabo por Yacyshyn et al. , se demostró que alrededor de un 25% de pacientes estudiados con esclerosis múltiple tenían una permeabilidad intestinal más elevada de lo normal, debido a una regulación anómala de las tight junctions.
Aun así, en estudios posteriores, lo que se observó fue que solamente aparecían concentraciones de zonulina más elevadas de lo normal en determinados subtipos de esclerosis múltiple: sólo en pacientes con RRMS (relapsing-remitting) se encontraron los niveles más altos de zonulina asociados con las lesiones relacionadas con la esclerosis múltiple.

## Vías de investigación
Tras el descubrimiento de la zonulina se abrieron nuevas vías de investigación no sólo sobre su complejo funcionamiento, sino también sobre su posible uso en el tratamiento de diferentes patologías asociadas a esta molécula. 

### Acetato de larazotide

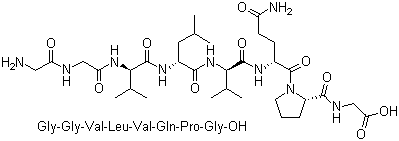
Estructura peptídica del Acetato de Lazarotide

El acetato de lazarotide, anteriormente conocido como AT-1001, es un antagonista del receptor de la zonulina. Se trata de una molécula sintética de 8-aminoácidos oral péptido que fue descubierta de forma totalmente casual durante la investigación del péptido sintético Vibrio cholerae. Se trata de uno de los primeros reguladores de las uniones estrechas intercelulares (tight junctions por su nombre en inglés). Dicha molécula es capaz de inhibir, entre otros procesos, el reagrupamiento del citoesqueleto gliadin-induced IEC, un incremento de la F-actina y la apertura de las uniones estrechas, proceso en el cual interviene la zonulina.
Se están realizando ensayos clínicos para investigar la efectividad, seguridad y tolerancia de fármacos contenedores de lazarotide acetato en pacientes celíacos que siguen una dieta sin gluten.  Podría tratarse de un fármaco candidato para su empleo junto con la dieta sin gluten en el tratamiento de la enfermedad celíaca, para minimizar los efectos de las contaminaciones accidentales, pero no como sustituto de la dieta sin gluten. El único tratamiento efectivo de la enfermedad celíaca consiste en la retirada estricta y mantenida de por vida del gluten de la dieta. No obstante, una parte de pacientes no consigue una recuperación completa a pesar del seguimiento de la dieta sin gluten, cuya principal causa son las contaminacciones inadvertidas con gluten.

#### Limitaciones potenciales
A pesar de los recientes avances todavía hay ciertas limitaciones, destacando dos:
- La incerteza de las dosis: Se han hecho diferentes experiencias con dosis de entre 0.25 gramos ,[24] hasta 1 gramo, sin apreciar una mayor eficacia. Por ello no se ha podido determinar una dosis segura y efectiva en la vida rutinaria de un celíaco ni medir sus efecto. Se puede llegar, de esta forma,  a la conclusión que no se puede medir sus efectos, así como determinar una dosis segura y efectiva en la vida rutinaria.[25][26]
- El desconocimiento de su especifidad para con la intolerancia al gluten así como su utilidad en otras condiciones: teniendo en cuenta la asociación de la celiaquía a otro tipo de desórdenes como el Síndrome del Intestino Irritable.[26]